# Cabin Fever 2: Spring Fever
Cabin Fever 2: Spring Fever is een Amerikaanse horrorfilm uit 2009 onder regie van Ti West. Het is het tweede deel in de Cabin Fever-filmserie.

## Rolverdeling
- Noah Segan: John
- Rusty Kelley: Alex
- Alexi Wasser: Cassie
- Giuseppe Andrews: Deputy Winston Olsen
- Regan Deal: Liz Grillington
- Marc Senter: Marc
- Michael Bowen: Principal Sinclair
- Lindsey Axelsson: Sandy
- Angela Oberer: Ms. Hawker
- Amanda Jelks: Frederica
- Judah Friedlander: Toby
- Taylor Kowalski: Darryl
- Alexander Isaiah Thomas: Dane
- Patrick Durham: Banker Lucas
- Mark Borchardt: Herman
- Larry Fessenden: Bill
- Lisa H. Sackerman: Sores Girl/Prom Goer
- Rider Strong: Paul
- Preston Corbell: Prom Goer